# Édouard Bourdet
Édouard Bourdet, född 26 oktober 1887, och död 17 januari 1945, var en fransk dramatisk författare. Hans styrka var en trovärdig och sansad behandling av psykologiskt känsliga ämnen.
Vid sitt genombrott ansågs Bourdet vara en av Frankrikes främsta dramatiker. Särskilt märks hans dramer La prisonnière (1925, "Den fångna", en framställning av en lesbisk kvinnas problem, uppförd i Stockholm 1928) samt Vient de paraître (1927, "Nytt utkommen", en spetsig studie av litteratörer och författare, uppförd i Stockholm 1929).
Bourdet var åren 1936 - 40 chef för Comédie-Française.